# Diskografie Shawna Mendese
Toto je seznam doposud vydané diskografie kanadského zpěváka Shawna Mendese.

## Alba

### Studiová alba
| Název                                                                                   | Detaily o albu                                       | Umístění v hitparádách | Umístění v hitparádách | Umístění v hitparádách | Umístění v hitparádách | Umístění v hitparádách | Umístění v hitparádách | Umístění v hitparádách | Umístění v hitparádách | Umístění v hitparádách | Umístění v hitparádách | Certifikace | Prodeje                              |
| Název                                                                                   | Detaily o albu                                       | CAN                    | AUS                    | DEN                    | GER                    | ITA                    | NOR                    | NZ                     | SWE                    | UK                     | US                     | Certifikace | Prodeje                              |
| --------------------------------------------------------------------------------------- | ---------------------------------------------------- | ---------------------- | ---------------------- | ---------------------- | ---------------------- | ---------------------- | ---------------------- | ---------------------- | ---------------------- | ---------------------- | ---------------------- | --- | ------------------------------------ |
| Handwritten                                                                             | - Vydáno: 14. dubna 2015 - Vydavatelství: Island     | 1                      | 18                     | 2                      | 43                     | 10                     | 1                      | 18                     | 4                      | 12                     | 1                      | - MC: 3× Platinum - ARIA: Gold - BPI: Platinum - BVMI: Gold - FIMI: Gold - IFPI DEN: 4× Platinum - IFPI NOR: Platinum - IFPI SWE: 2× Platinum - RIAA: 2× Platinum     | - CAN: 90,000 - US: 466,000          |
| Illuminate                                                                              | - Vydáno: 23. září 2016 - Vydavatelství: Island      | 1                      | 3                      | 1                      | 2                      | 3                      | 1                      | 2                      | 1                      | 3                      | 1                      | - MC: 3× Platinum - ARIA: Platinum - BPI: Platinum - BVMI: Gold - FIMI: Platinum - IFPI DEN: 4× Platinum - IFPI NOR: Gold - IFPI SWE: 2× Platinum - RIAA: 2× Platinum | - Celosvětově: 600,000 - US: 376,000 |
| Shawn Mendes                                                                            | - Vydáno: 25. května 2018 - Vydavatelství: Island    | 1                      | 1                      | 2                      | 3                      | 2                      | 2                      | 2                      | 5                      | 3                      | 1                      | - MC: 3× Platinum - ARIA: Platinum - BPI: Platinum - FIMI: Gold - IFPI DEN: 2× Platinum - IFPI NOR: 3× Platinum - IFPI SWE: Gold - RIAA: Platinum - RMNZ: Platinum    | - US: 281,000                        |
| Wonder                                                                                  | - Vydáno: 4. prosince 2020 - Vydavatelství: Island   | 1                      | 2                      | 10                     | 8                      | 15                     | 6                      | 4                      | 23                     | 12                     | 1                      | - MC: Platinum | - US: 54,000                         |
| Shawn                                                                                   | - Vydáno: 15. listopadu 2024 - Vydavatelství: Island | —                      | —                      | —                      | —                      | —                      | —                      | —                      | —                      | —                      | —                      | |                                      |
| "—" značí, že se nahrávka neumístila v hitparádách nebo v tomto území ani nebyla vydána |                                                      |                        |                        |                        |                        |                        |                        |                        |                        |                        |                        | |                                      |

### Znovu vydaná alba
| Název                 | Detaily                                              | Certifikace      |
| --------------------- | ---------------------------------------------------- | ---------------- |
| Handwritten Revisited | - Vydáno: 20. listopadu 2015 - Vydavatelství: Island | - IFPI DEN: Gold |

### Koncertní alba
| Název                                                                                   | Detaily                                             | Umístění v hitparádách | Umístění v hitparádách | Umístění v hitparádách | Prodeje     |
| Název                                                                                   | Detaily                                             | CAN                    | GER                    | US                     | Prodeje     |
| --------------------------------------------------------------------------------------- | --------------------------------------------------- | ---------------------- | ---------------------- | ---------------------- | ----------- |
| Live at Madison Square Garden                                                           | - Vydáno: 23. prosince 2016 - Vydavatelství: Island | —                      | —                      | 200                    | - US: 8,000 |
| MTV Unplugged                                                                           | - Vydáno: 3. listopadu 2017 - Vydavatelství: Island | 35                     | 59                     | 71                     | - US: 8,000 |
| "—" značí, že se nahrávka neumístila v hitparádách nebo v tomto území ani nebyla vydána |                                                     |                        |                        |                        |             |

## Extended play
| Název                                                                                   | Detaily                                              | Umístění v hitparádách | Umístění v hitparádách | Umístění v hitparádách | Prodeje       |
| Název                                                                                   | Detaily                                              | CAN                    | NZ                     | US                     | Prodeje       |
| --------------------------------------------------------------------------------------- | ---------------------------------------------------- | ---------------------- | ---------------------- | ---------------------- | ------------- |
| The Shawn Mendes EP                                                                     | - Vydáno: 28. července 2014 - Vydavatelství: Island  | 5                      | 36                     | 5                      | - US: 105,000 |
| Spotify Singles                                                                         | - Vydáno: 14. listopadu 2018 - Vydavatelství: Island | —                      | —                      | —                      |               |
| The Album (Remixes)                                                                     | - Vydáno: 21. prosince 2018 - Vydavatelství: Island  | —                      | —                      | —                      |               |
| "—" značí, že se nahrávka neumístila v hitparádách nebo v tomto území ani nebyla vydána |                                                      |                        |                        |                        |               |

## Singly

### Jako hlavní umělec
| Název                                                                                   | Rok  | Umístění v hitparádách | Umístění v hitparádách | Umístění v hitparádách | Umístění v hitparádách | Umístění v hitparádách | Umístění v hitparádách | Umístění v hitparádách | Umístění v hitparádách | Umístění v hitparádách | Umístění v hitparádách | Certifikace | Album          |
| Název                                                                                   | Rok  | CAN                    | AUS                    | DEN                    | GER                    | ITA                    | NOR                    | NZ                     | SWE                    | UK                     | US                     | Certifikace | Album          |
| --------------------------------------------------------------------------------------- | ---- | ---------------------- | ---------------------- | ---------------------- | ---------------------- | ---------------------- | ---------------------- | ---------------------- | ---------------------- | ---------------------- | ---------------------- | --- | -------------- |
| "Life of the Party"                                                                     | 2014 | 9                      | —                      | —                      | —                      | —                      | —                      | 6                      | 37                     | 99                     | 24                     | - MC: 4× Platinum - ARIA: Platinum - BPI: Silver - IFPI DEN: Gold - IFPI NOR: Platinum - IFPI SWE: Platinum - RIAA: 2× Platinum - RMNZ: Gold                                                                   | Handwritten    |
| "Something Big"                                                                         | 2014 | 11                     | —                      | —                      | —                      | —                      | —                      | —                      | —                      | 109                    | 80                     | - MC: 3× Platinum - ARIA: Gold - RIAA: Platinum | Handwritten    |
| "Stitches"                                                                              | 2015 | 10                     | 4                      | 2                      | 2                      | 2                      | 2                      | 5                      | 2                      | 1                      | 4                      | - MC: 7× Platinum - ARIA: 10× Platinum - BPI: 4× Platinum - BVMI: 3× Gold - FIMI: 5× Platinum - IFPI DEN: 4× Platinum - IFPI NOR: 4× Platinum - IFPI SWE: 10× Platinum - RIAA: 8× Platinum - RMNZ: 2× Platinum | Handwritten    |
| "I Know What You Did Last Summer" (s Camila Cabello)                                    | 2015 | 19                     | 33                     | 21                     | 90                     | 53                     | 18                     | —                      | 24                     | 42                     | 20                     | - MC: 3× Platinum - ARIA: 2× Platinum - BPI: Gold - FIMI: Gold - IFPI DEN: Platinum - IFPI NOR: Platinum - IFPI SWE: Platinum - RIAA: 3× Platinum - RMNZ: Gold                                                 | Handwritten    |
| "Treat You Better"                                                                      | 2016 | 7                      | 4                      | 4                      | 4                      | 7                      | 7                      | 11                     | 4                      | 6                      | 6                      | - MC: 7× Platinum - ARIA: 10× Platinum - BPI: 3× Platinum - BVMI: 3× Gold - FIMI: 4× Platinum - IFPI DEN: 3× Platinum - IFPI NOR: 3× Platinum - IFPI SWE: 5× Platinum - RIAA: 7× Platinum - RMNZ: Gold         | Illuminate     |
| "Mercy"                                                                                 | 2016 | 22                     | 13                     | 7                      | 16                     | 10                     | 16                     | 18                     | 20                     | 15                     | 15                     | - MC: 5× Platinum - ARIA: 7× Platinum - BPI: 2× Platinum - BVMI: Platinum - FIMI: 3× Platinum - IFPI DEN: 2× Platinum - IFPI NOR: 2× Platinum - IFPI SWE: 3× Platinum - RIAA: 5× Platinum - RMNZ: Gold         | Illuminate     |
| "There's Nothing Holdin' Me Back"                                                       | 2017 | 6                      | 4                      | 4                      | 5                      | 18                     | 15                     | 8                      | 11                     | 4                      | 6                      | - MC: 7× Platinum - ARIA: 11× Platinum - BPI: 3× Platinum - BVMI: 3× Gold - FIMI: 4× Platinum - IFPI DEN: 3× Platinum - IFPI SWE: 2× Platinum - RIAA: 5× Platinum - RMNZ: Platinum                             | Illuminate     |
| "In My Blood"                                                                           | 2018 | 9                      | 9                      | 12                     | 8                      | 35                     | 10                     | 13                     | 11                     | 10                     | 11                     | - MC: 4× Platinum - ARIA: 5× Platinum - BPI: Platinum - BVMI: Gold - FIMI: Platinum - IFPI DEN: Platinum - IFPI NOR: Platinum - RIAA: 2× Platinum - RMNZ: Gold                                                 | Shawn Mendes   |
| "Lost in Japan" (sólo nebo remix se Zedd)                                               | 2018 | 22                     | 27                     | 20                     | 69                     | 67                     | —                      | 32                     | 55                     | 30                     | 48                     | - MC: 3× Platinum - ARIA: 4× Platinum - BPI: Gold - FIMI: Platinum - IFPI DEN: Platinum - RIAA: 2× Platinum - RMNZ: Gold                                                                                       | Shawn Mendes   |
| "Youth" (feat. Khalid)                                                                  | 2018 | 22                     | 19                     | 14                     | 43                     | 57                     | 18                     | 22                     | 23                     | 35                     | 65                     | - MC: Platinum - ARIA: 2× Platinum - BPI: Silver - IFPI DEN: Gold - IFPI NOR: Gold - RIAA: Platinum | Shawn Mendes   |
| "Where Were You in the Morning?"                                                        | 2018 | 81                     | 67                     | —                      | —                      | —                      | —                      | —                      | 93                     | 91                     | —                      | - MC: Gold - ARIA: Gold | Shawn Mendes   |
| "Nervous"                                                                               | 2018 | 66                     | 51                     | —                      | 86                     | —                      | —                      | —                      | 71                     | 54                     | —                      | - MC: Gold - ARIA: Platinum | Shawn Mendes   |
| "If I Can't Have You"                                                                   | 2019 | 2                      | 4                      | 5                      | 14                     | 31                     | 11                     | 4                      | 10                     | 9                      | 2                      | - MC: 3× Platinum - ARIA: 5× Platinum - BPI: Platinum - BVMI: Gold - FIMI: Gold - IFPI DEN: Platinum - RIAA: 3× Platinum - RMNZ: Gold                                                                          | Shawn Mendes   |
| "Señorita" (s Camila Cabello)                                                           | 2019 | 1                      | 1                      | 1                      | 1                      | 1                      | 1                      | 1                      | 1                      | 1                      | 1                      | - MC: 7× Platinum - ARIA: 10× Platinum - BPI: 3× Platinum - BVMI: 3× Gold - FIMI: 4× Platinum - IFPI DEN: 3× Platinum - IFPI NOR: 4× Platinum - IFPI SWE: 2× Platinum - RIAA: 5× Platinum - RMNZ: 2× Platinum  | Shawn Mendes   |
| "Wonder"                                                                                | 2020 | 4                      | 13                     | 28                     | 47                     | 86                     | 16                     | 19                     | 22                     | 20                     | 18                     | - MC: 3× Platinum - ARIA: 2× Platinum - BPI: Gold - FIMI: Gold - IFPI DEN: Gold - RIAA: Platinum | Wonder         |
| "Monster" (s Justin Bieber)                                                             | 2020 | 1                      | 7                      | 1                      | 6                      | 36                     | 4                      | 8                      | 9                      | 9                      | 8                      | - MC: 2× Platinum - ARIA: 2× Platinum - BPI: Silver - FIMI: Gold - IFPI DEN: Platinum - IFPI NOR: Gold - RIAA: Platinum - RMNZ: Gold                                                                           | Wonder         |
| "Summer of Love" (s Tainy)                                                              | 2021 | 17                     | 81                     | —                      | 79                     | —                      | 36                     | —                      | 48                     | 62                     | 48                     | - ARIA: Gold | Singly bez alb |
| "It'll Be Okay"                                                                         | 2021 | 46                     | 53                     | —                      | 53                     | —                      | 5                      | —                      | 24                     | 57                     | —                      | - ARIA: Gold | Singly bez alb |
| "When You're Gone"                                                                      | 2022 | 13                     | 22                     | 15                     | 37                     | —                      | 17                     | —                      | 38                     | 32                     | 38                     | - ARIA: Platinum - BPI: Silver - IFPI DEN: Gold | Singly bez alb |
| "What the Hell Are We Dying For?"                                                       | 2023 | —                      | —                      | —                      | —                      | —                      | —                      | —                      | —                      | —                      | —                      | | Singly bez alb |
| "Why Why Why"                                                                           | 2024 | 30                     | —                      | —                      | —                      | —                      | —                      | —                      | 60                     | 59                     | 84                     | | Shawn          |
| "Isn't That Enough"                                                                     | 2024 | —                      | —                      | —                      | —                      | —                      | —                      | —                      | —                      | —                      | —                      | | Shawn          |
| "Nobody Knows"                                                                          | 2024 | —                      | —                      | —                      | —                      | —                      | —                      | —                      | —                      | —                      | —                      | | Shawn          |
| "Heart of Gold"                                                                         | 2024 | 91                     | —                      | —                      | —                      | —                      | —                      | —                      | —                      | 81                     | —                      | | Shawn          |
| "—" značí, že se nahrávka neumístila v hitparádách nebo v tomto území ani nebyla vydána |      |                        |                        |                        |                        |                        |                        |                        |                        |                        |                        | |                |

### Jako vedlejší umělec
| "Oh Cecilia (Breaking My Heart)" (The Vamps feat. Shawn Mendes)                           | 2014 | 48 | 46 | 42 | 13 | 9 | - BPI: Silver            | Meet the Vamps                     |
| "Lover (Remix)" (Taylor Swift feat. Shawn Mendes)                                         | 2019 | —  | —  | —  | 19 | — | - RMNZ: Gold             | Singl bez alb                      |
| "Count On Me" (Brockhampton feat. ASAP Rocky, SoGone SoFlexy, Ryan Beatty a Shawn Mendes) | 2021 | —  | —  | —  | 10 | — |                          | Roadrunner: New Light, New Machine |
| "Kesi (Remix)" (Camilo featuring Shawn Mendes)                                            | 2021 | —  | —  | —  | —  | — | - RIAA: Platinum (Latin) | Singl bez alb                      |
| "Witness Me" (Jacob Collier feat. Shawn Mendes, Stormzy a Kirk Franklin)                  | 2023 | —  | —  | —  | —  | — |                          | Djesse Vol. 4                      |
| "—" značí, že se nahrávka neumístila v hitparádách nebo v tomto území ani nebyla vydána   |      |    |    |    |    |   |                          |                                    |

### Promo singly
| "A Little Too Much"                                                                     | 2015 | 74 | — | —  | 119 | 94 | - ARIA: Gold - BPI: Silver - IFPI DEN: Gold - RIAA: Gold     | Handwritten           |
| "Never Be Alone"                                                                        | 2015 | 49 | — | —  | —   | —  | - ARIA: Platinum - BPI: Silver - IFPI DEN: Gold - RIAA: Gold | Handwritten           |
| "Kid in Love"                                                                           | 2015 | 69 | — | —  | —   | —  |                                                              | Handwritten           |
| "Believe"                                                                               | 2015 | —  | — | —  | —   | —  |                                                              | Následníci            |
| "Ruin"                                                                                  | 2016 | 68 | — | —  | —   | —  | - ARIA: Gold - RIAA: Gold                                    | Illuminate            |
| "Three Empty Words"                                                                     | 2016 | —  | — | —  | —   | —  |                                                              | Illuminate            |
| "Don't Be a Fool"                                                                       | 2016 | —  | — | 82 | —   | —  |                                                              | Illuminate            |
| "Under Pressure" (feat. Teddy<3)                                                        | 2018 | —  | — | —  | —   | —  |                                                              | Promo singl bez alb   |
| "Intro"                                                                                 | 2020 | —  | — | —  | —   | —  |                                                              | Wonder                |
| "Call My Friends"                                                                       | 2020 | —  | — | —  | —   | —  |                                                              | Wonder                |
| "Heartbeat"                                                                             | 2022 | —  | — | —  | —   | —  |                                                              | Lyle, Lyle, Crocodile |
| "—" značí, že se nahrávka neumístila v hitparádách nebo v tomto území ani nebyla vydána |      |    |   |    |     |    |                                                              |                       |

## Další umístěné a certifikované písně
| Název                                                                                   | Rok  | Umístění v hitparádách | Umístění v hitparádách | Umístění v hitparádách | Umístění v hitparádách | Umístění v hitparádách | Umístění v hitparádách | Umístění v hitparádách | Umístění v hitparádách | Certifikace                                | Album               |
| Název                                                                                   | Rok  | CAN                    | AUS                    | IRE                    | NLD                    | NOR                    | NZ Hot                 | SWE                    | US Bub.                | Certifikace                                | Album               |
| --------------------------------------------------------------------------------------- | ---- | ---------------------- | ---------------------- | ---------------------- | ---------------------- | ---------------------- | ---------------------- | ---------------------- | ---------------------- | ------------------------------------------ | ------------------- |
| "Show You"                                                                              | 2014 | —                      | —                      | —                      | —                      | —                      | —                      | —                      | —                      | - RIAA: Gold                               | The Shawn Mendes EP |
| "Aftertaste"                                                                            | 2015 | —                      | —                      | —                      | —                      | —                      | —                      | —                      | —                      | - RIAA: Gold                               | Handwritten         |
| "The Weight"                                                                            | 2015 | 76                     | —                      | —                      | —                      | —                      | —                      | —                      | —                      | - RIAA: Gold                               | Handwritten         |
| "Imagination"                                                                           | 2015 | —                      | —                      | —                      | —                      | —                      | —                      | —                      | —                      | - ARIA: Gold - IFPI DEN: Gold - RIAA: Gold | Handwritten         |
| "Air" (feat. Astrid S)                                                                  | 2015 | —                      | —                      | —                      | —                      | 40                     | —                      | —                      | —                      | - IFPI NOR: Platinum                       | Handwritten         |
| "Bad Reputation"                                                                        | 2016 | —                      | —                      | —                      | —                      | —                      | —                      | —                      | —                      | - ARIA: Gold                               | Illuminate          |
| "No Promises"                                                                           | 2016 | 68                     | —                      | —                      | —                      | —                      | —                      | 84                     | —                      |                                            | Illuminate          |
| "Honest"                                                                                | 2016 | —                      | —                      | —                      | —                      | —                      | —                      | —                      | —                      |                                            | Illuminate          |
| "Roses"                                                                                 | 2016 | —                      | —                      | —                      | —                      | —                      | —                      | —                      | —                      | - ARIA: Gold                               | Illuminate          |
| "Like to Be You" (feat. Julia Michaels)                                                 | 2018 | —                      | 74                     | 69                     | 53                     | —                      | —                      | —                      | —                      | - MC: Gold - ARIA: Platinum                | Shawn Mendes        |
| "Perfectly Wrong"                                                                       | 2018 | —                      | —                      | —                      | 86                     | —                      | —                      | —                      | —                      | - ARIA: Gold                               | Shawn Mendes        |
| "Fallin' All in You"                                                                    | 2018 | 100                    | 94                     | 91                     | 68                     | —                      | —                      | —                      | —                      | - MC: Gold - ARIA: Platinum                | Shawn Mendes        |
| "Mutual"                                                                                | 2018 | —                      | —                      | —                      | 73                     | —                      | —                      | —                      | —                      |                                            | Shawn Mendes        |
| "Because I Had You"                                                                     | 2018 | —                      | —                      | —                      | 82                     | —                      | —                      | —                      | —                      | - MC: Gold                                 | Shawn Mendes        |
| "Particular Taste"                                                                      | 2018 | —                      | —                      | —                      | 83                     | —                      | —                      | —                      | —                      |                                            | Shawn Mendes        |
| "Queen"                                                                                 | 2018 | —                      | —                      | —                      | 90                     | —                      | —                      | —                      | —                      |                                            | Shawn Mendes        |
| "Why"                                                                                   | 2018 | —                      | —                      | —                      | 95                     | —                      | —                      | —                      | —                      | - MC: Gold                                 | Shawn Mendes        |
| "When You're Ready"                                                                     | 2018 | —                      | —                      | —                      | 98                     | —                      | —                      | —                      | —                      |                                            | Shawn Mendes        |
| "Ballin Flossin" (Chance the Rapper feat. Shawn Mendes)                                 | 2019 | 96                     | —                      | —                      | —                      | —                      | —                      | —                      | 23                     |                                            | The Big Day         |
| "Higher"                                                                                | 2020 | 92                     | —                      | —                      | —                      | —                      | 13                     | —                      | —                      |                                            | Wonder              |
| "Teach Me How to Love"                                                                  | 2020 | 65                     | —                      | —                      | —                      | —                      | 6                      | —                      | 6                      |                                            | Wonder              |
| "Dream"                                                                                 | 2020 | —                      | —                      | —                      | —                      | —                      | 17                     | —                      | —                      |                                            | Wonder              |
| "The Christmas Song" (s Camila Cabello)                                                 | 2020 | 59                     | —                      | —                      | —                      | —                      | 16                     | 96                     | —                      |                                            | Wonder              |
| "—" značí, že se nahrávka neumístila v hitparádách nebo v tomto území ani nebyla vydána |      |                        |                        |                        |                        |                        |                        |                        |                        |                                            |                     |

## Spolu umělec
| Název                                           | Rok  | Další umělec | Album                                |
| ----------------------------------------------- | ---- | --- | ------------------------------------ |
| "Psycho"                                        | 2018 | — | BBC Radio 1's Live Lounge 2018       |
| "If I Can Dream" (z NBC Elvis All-Star Tribute) | 2019 | Elvis Presley, Post Malone, Darius Rucker, Blake Shelton, Carrie Underwood | The Best of the '68 Comeback Special |
| "Earth"                                         | 2019 | Lil Dicky, Justin Bieber, Ariana Grande, Halsey, Zac Brown, Brendon Urie, Hailee Steinfeld, Wiz Khalifa, Snoop Dogg, Kevin Hart, Adam Levine, Charlie Puth, Sia, Miley Cyrus, Lil Jon, Rita Ora, Miguel, Katy Perry, Lil Yachty, Ed Sheeran, Meghan Trainor, Joel Embiid, Tory Lanez, John Legend, Psy, Bad Bunny, Kris Wu, Backstreet Boys, Leonardo DiCaprio | Singl bez alb                        |
| "What a Wonderful World"                        | 2020 | Camila Cabello | One World: Together At Home          |
| "Top of the World"                              | 2022 | — | Lyle, Lyle, Crocodile                |
| "Take a Look at Us Now"                         | 2022 | Javier Bardem | Lyle, Lyle, Crocodile                |
| "Rip Up the Recipe"                             | 2022 | Constance Wu | Lyle, Lyle, Crocodile                |
| "Take a Look at Us Now (Reprise)"               | 2022 | Javier Bardem | Lyle, Lyle, Crocodile                |
| "Take a Look at Us Now (Lyle Reprise)"          | 2022 | — | Lyle, Lyle, Crocodile                |
| "Carried Away"                                  | 2022 | — | Lyle, Lyle, Crocodile                |
| "Take a Look at Us Now (Finale)"                | 2022 | Winslow Fegley, Lyle, Lyle, Crocodile Ensemble | Lyle, Lyle, Crocodile                |
| "Sweetest Thing"                                | 2024 | Kyle | Smyle Again                          |

## Videoklipy
| Název                                                                    | Rok                | Režisér                          |                    |
| Jako hlavní umělec                                                       | Jako hlavní umělec | Jako hlavní umělec               | Jako hlavní umělec |
| ------------------------------------------------------------------------ | ------------------ | -------------------------------- | ------------------ |
| "Something Big"                                                          | 2014               | Jon Jon Augustavo                |                    |
| "A Little Too Much"                                                      | 2015               | Blayre Ellestad                  |                    |
| "Never Be Alone"                                                         | 2015               | Jon Jon Augustavo                |                    |
| "Life of the Party"                                                      | 2015               | Jon Jon Augustavo                |                    |
| "Aftertaste"                                                             | 2015               | Jon Jon Augustavo                |                    |
| "Stitches"                                                               | 2015               | Jay Martin                       |                    |
| "Believe"                                                                | 2015               | Justin Francis                   |                    |
| "I Know What You Did Last Summer" (with Camila Cabello)                  | 2015               | Ryan Pallotta                    |                    |
| "Add It Up"                                                              | 2016               | neznámé                          |                    |
| "Treat You Better"                                                       | 2016               | Ryan Pallotta                    |                    |
| "Ruin"                                                                   | 2016               | Ryan Pallotta                    |                    |
| "Mercy"                                                                  | 2016               | Jay Martin                       |                    |
| "There's Nothing Holdin' Me Back"                                        | 2017               | Jay Martin                       |                    |
| "In My Blood"                                                            | 2018               | Jay Martin                       |                    |
| "Nervous"                                                                | 2018               | Eli Russell Linnetz              |                    |
| "Lost in Japan" (Original + Remix) (se Zedd)                             | 2018               | Jay Martin                       |                    |
| "Youth" (feat. Khalid)                                                   | 2018               | Anthony Mandler                  |                    |
| "Lost in Japan" (Remix) (se Zedd)                                        | 2018               | neznámé                          |                    |
| "If I Can't Have You"                                                    | 2019               | neznámé                          |                    |
| "Señorita" (s Camila Cabello)                                            | 2019               | Dave Meyers                      |                    |
| "Wonder"                                                                 | 2020               | Matty Peacock                    |                    |
| "Monster" (s Justin Bieber)                                              | 2020               | Colin Tilley                     |                    |
| "The Christmas Song" (s Camila Cabello)                                  | 2020               | Camila Cabello a Shawn Mendes    |                    |
| "Can't Imagine"                                                          | 2020               | neznámé                          |                    |
| "Summer of Love" (s Tainy)                                               | 2021               | Matty Peacock                    |                    |
| "It'll Be Okay"                                                          | 2022               | neznámé                          |                    |
| "When You're Gone"                                                       | 2022               | neznámé                          |                    |
| "Why Why Why"                                                            | 2024               | Anthony Wilson a Connor Brashier |                    |
| "Nobody Knows"                                                           | 2024               | Connor Brashier                  |                    |
| "Heart of Gold"                                                          | 2024               |                                  |                    |
| Jako vedlejší umělec                                                     |                    |                                  |                    |
| "Oh Cecilia (Breaking My Heart)" (The Vamps feat. Shawn Mendes)          | 2014               | Frank Borin                      |                    |
| "Witness Me" (Jacob Collier feat. Shawn Mendes, Stormzy a Kirk Franklin) | 2023               | Matthew Palmer                   |                    |